# Pont de Waterloo
|  | Per a altres significats, vegeu «Pont de Waterloo (desambiguació)». |

El pont de Waterloo és un dels ponts de Londres que creua el riu Tàmesi, localitzat entre els ponts de Blackfriars i de Hungerford. El seu nom commemora la victòria de les tropes angleses, holandeses i prussians a la batalla de Waterloo, a 1815. Gràcies a la seva ubicació estratègica en un revolt del riu, les vistes des del pont són molt destacades, cap a l'oest es pot contemplar Westminster, South Bank i el London Eye i cap a aquest la City de Londres i Canary Wharf .

## Història

### Primer pont
El primer pont que es va construir en aquest emplaçament va ser dissenyat entre 1809 i 1810 per John Rennie per a La Strand Bridge Company i es va inaugurar en 1817 com a pont de peatge. El pont de granit tenia nou arcs, cadascun de 36,6 metres (120 peus) d'envergadura, separades per columnes dòriques dobles de pedra i tenia una longitud de 748,6 m (2.456 peus). Abans de la seva inauguració era conegut com el pont de Strand.

### Segon pont
El London County Council va decidir demolir el pont i substituir-lo per una nova estructura que va ser dissenyada per Giles Gilbert Scott. Els enginyers de l'obra van ser Ernest Buckton i John Cuerel de Rendel Palmer i Tritton.
El nou pont va ser obert de manera parcial el dimarts, 11 de març de 1942 i es va acabar en 1945. És l'únic pont sobre el Tàmesi que va patir danys per les bombes alemanyes durant la Segona Guerra Mundial.